# 초원의 왕 도제
《초원의 왕 도제》(일본어: チベット犬物語 〜金色のドージェ〜, 중국어: 藏獒多吉)는 2012년 공개된 일본과 중국의 합작 애니메이션 영화이다. 중국 소설 '창아오'(藏獒)가 원작이다.

## 줄거리
어머니를 잃은 어린 소년 텐징은 티베트 초원에서 아버지와 함께 살기 위해 떠난다. 그곳에서 텐징은 황금빛 털을 가진 티베탄 마스티프 강아지를 만나게 되고, 둘은 진정한 친구가 된다. 이 영화는 텐징과 마스티프 사이의 우정을 중심으로 이야기가 전개되며, 티베트의 자연 속에서 펼쳐지는 소년과 개의 특별한 관계를 보여준다. 영화는 '소년과 그의 개'라는 익숙한 이야기 구조를 가지고 있지만, 등장인물들과 동물들을 현실적으로 묘사하고, 티베트의 삶을 독특하게 그려냈다는 평가를 받는다. 애니메이션 배경 묘사도 뛰어나며, 동물에 대한 친절함과 사람들에 대한 이해의 중요성과 같은 교훈적인 메시지를 담고 있다.

## 출연

### 주연
- 하마다 타츠오미
- 카케이 토시오
- 히라 미키지로

### 조연
- 야마가타 카오리
- 와카모토 노리오
- 쿠와시마 호우코
- 미나구치 유코
- 최소연

## 기타
- 원작자: 양쯔쥔
- 프로듀서: 이와세 야스테루
- 음향: 시미즈 요지
- 주제가: 알란
- 미술: 이케다 유지
- 미술팀: 가마타 치카코
- 작화: 후지타 시게루
- 원화: 우라사와 나오키